# Відумерщина
Відумерщина — рухоме й нерухоме майно, яке, згідно з давнім українським правом, переходило після смерті господаря, в якого не залишалося спадкоємців чоловічої статі, до сюзерена або держави. У давньоруський період відумерщина надходила великому князеві, з якої, у разі наявності у померлого доньок, останнім виділялася певна частина. За литовсько-польської доби рухоме й нерухоме майно померлого господаря передавалося його спадкоємцям, навіть якщо серед них не було синів небіжчика, але в цьому випадку спадкоємці видавали сюзеренові або державі відумерщину — податок худобою, або ж не сплачували її зовсім, якщо особа жіночої статі виходила заміж за повноцінного господаря (здатного в повному обсязі сплачувати податки або відбувати військову службу). В Гетьманщині 17-18 століть відумерщину брали лише у випадках, коли в померлого господаря не залишалося спадкоємців і він не залишив заповіту на користь конкретних осіб, церкви чи громади.